# Boston Legal

Boston Legal este un serial american, creat de David E. Kelly și difuzat între 
2004 și 2008 pe canalul American Broadcasting Company.
Printre actorii care au jucat în film se numără James Spader, Rhona Mitra și Wiliam Shatner.

## Sinopsis
Avocatul etic, Alan Shore, se stabilește la o firmă prosperă și puternică, concentrându-se pe cazurile civile. Cu ajutor din partea prietenilor săi și a mentorului său, Denny Crane, Shore câștigă cazurile pe care nimeni nu a vrut să le preia, uneori folosindu-se de metode nu tocmai oneste. Astfel, el dobândește un rival și anume pe colegul său, Brad Chase, care a fost angajat în mare parte pentru a fi cu ochii pe excentricul (și posibil senil) Denny Crane. Chiar dacă conduita sa poate să îi aducă câțiva dușmani, Alan nu este genul de om pe care să îl subestimezi, căci nu va lăsa valori precum onestitatea sau integritatea să îi stea în calea câștigării unui caz.

## Personaje principale

### Alan Shore
Alan este avocat strălucit, extrem de inteligent și foarte bine informat, care îl ajută enorm în slujba ca un avocat.
El este considerat un avocat lipsit de etică din cauza metodelor uneori neortodoxe pe care le folosește pentru a-i ajuta pe clienții săi, cu toate acestea, Alan pare să fie capabil să îi ajute pe clienții.
Alan este egocentrist, și consideră că lumea se învârte în jurul lui.
Poziția lui Alan la Crane, Poole, și Schmidt din punct de vedere tehnic este cea a unui asociat, dar pentru toate scopurile practice Alan este tratat ca un partener în firma. Alan însuși a recunoscut că nu are nici o speranță de fapt să ajungă vreodată partener, pentru un motiv foarte bun: partenerii nu ar avea încredere în el{deși el este tratat mult mai bine decât colegii lui).
În ultimul sezon Denny și Alan, se căsătoresc pentru a proteja imperiul financiar al lui Denny,care suferea de Alzheimer.

### Denny Crane
Denny este un partener fondator al firmei Crane, Poole & Schmidt, împreună cu Shirley Schmidt și Edwin M. Poole. 
El insistă că este cel mai mare avocat din istorie și nu a pierdut niciun caz(e spune că a câștigat 6043 de cazuri).
Denny Crane este asemenea lui Muhammad Ali în cariera sa târzie, bazându-se mai mult pe reputația sa din trecut decât aptitudinile sale actuale.
El și Alan Shore sunt prieteni apropiați, în ciuda diferențelor politic mari. 
Aproape toate episoadele se sfârșesc cu o scenă în care cei doi bucură de un trabuc și un pahar de whiskey pe balconul firmei.

### Shriley Schmidt
Shirley Schmidt este al treilea partener principal la Crane, Poole & Schmidt. 
Ea a revenit la biroul din Boston în episodul 11 din seazonul I, după ce
a petrecut ultimii trei ani în New York. 
Shirley a primit gradul de Juris Doctor de la Harvard în 1970.
În ultimul sezon,Shirley și-a vândut acțiunile unui sindicat din China.

### Brad Chase
Brad Chase este un avocat la Crane, Poole & Schmidt.
Brad a făcut parte din United States Marine Corps.
El vorbește foarte repede deoarece percepe tarife clienților pe oră și ar fi lipsit de etică să piardă timpul lor.